# Martin Sheen
Martin Sheen (døbt Ramón Gerard Antonio Estévez, født 3. august 1940 i Dayton, Ohio, USA) er en Emmy- og Golden Globe-prisvindende amerikansk skuespiller. Sheen er formodentlig mest kendt for sin rolle som Captain Willard i den amerikanske krigsfilm Dommedag nu samt for rollen som præsidenten Josiah Bartlet i den populære drama-tv-serie Præsidentens mænd.
Sheen og hans kone, skuespillerinden Janet Templeton, har fire børn sammen, hvoraf alle er skuespillere: Charlie Sheen, Emilio Estevez, Ramon Estevez og Renée Estevez.

## Trivia
Sheen har fået en stjerne på Hollywood Walk of Fame.